# Illustrated Handbook of Succulent Plants. Aizoaceae
Illustrated Handbook of Succulent Plants. Aizoaceae, abreviado Ill. Handb. Succ. Pl. Aizoaceae, es un libro con ilustraciones y descripciones botánicas que fue escrito por la botánica alemana Heidrun Elsbeth Klara Osterwald Hartmann y publicado en Berlín y Nueva York en 2 volúmenes en el año 2002.
Parte de una serie de volúmenes que abarcan todas las plantas suculentas, excepto Cactaceae, bajo el título de Manual Ilustrado de las plantas suculentas: Monocotiledóneas, Dicotiledóneas, Aizoaceae; AE y EF, Asclepiadaceae y Crassulaceae.